# Кіан О'Коннор

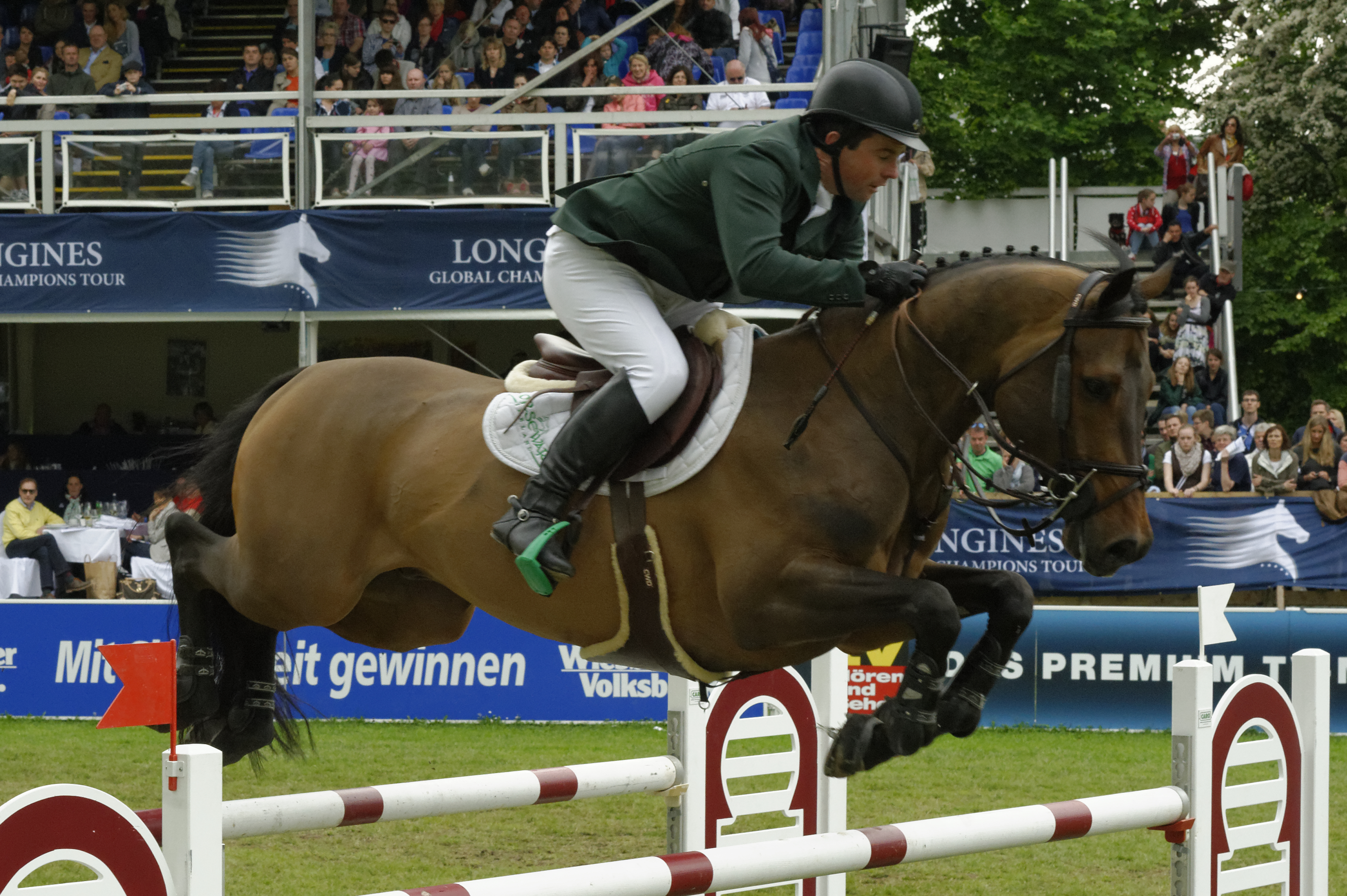
Wiesbaden 2013

Кіан О'Коннор  (англ. Cian O'Connor, 12 листопада 1979) — ірландський вершник, олімпійський медаліст.

## Виступи на Олімпіадах
| Олімпіада   | Дисципліна       | Місце       |
| ----------- | ---------------- | ----------- |
| Афіни 2004  | конкур, особисті | участь к2/2 |
| Афіни 2004  | конкур, командні | участь      |
| Лондон 2012 | конкур, особисті | 3           |

## Зовнішні посилання
- Досьє на sport.references.com [Архівовано 14 листопада 2012 у Wayback Machine.]